# Leucopternis semiplumbeus
El busardo semiplomizo (Leucopternis semiplumbeus) también conocido como gavilán pecho blanco, gavilán gris o gavilán dorsigris, es una especie de ave falconiforme de la familia Accipitridae.
Se distribuye a través de Colombia, Costa Rica, Ecuador, Honduras y Panamá. Habita en bosques húmedos de tierras bajas.

## Descripción

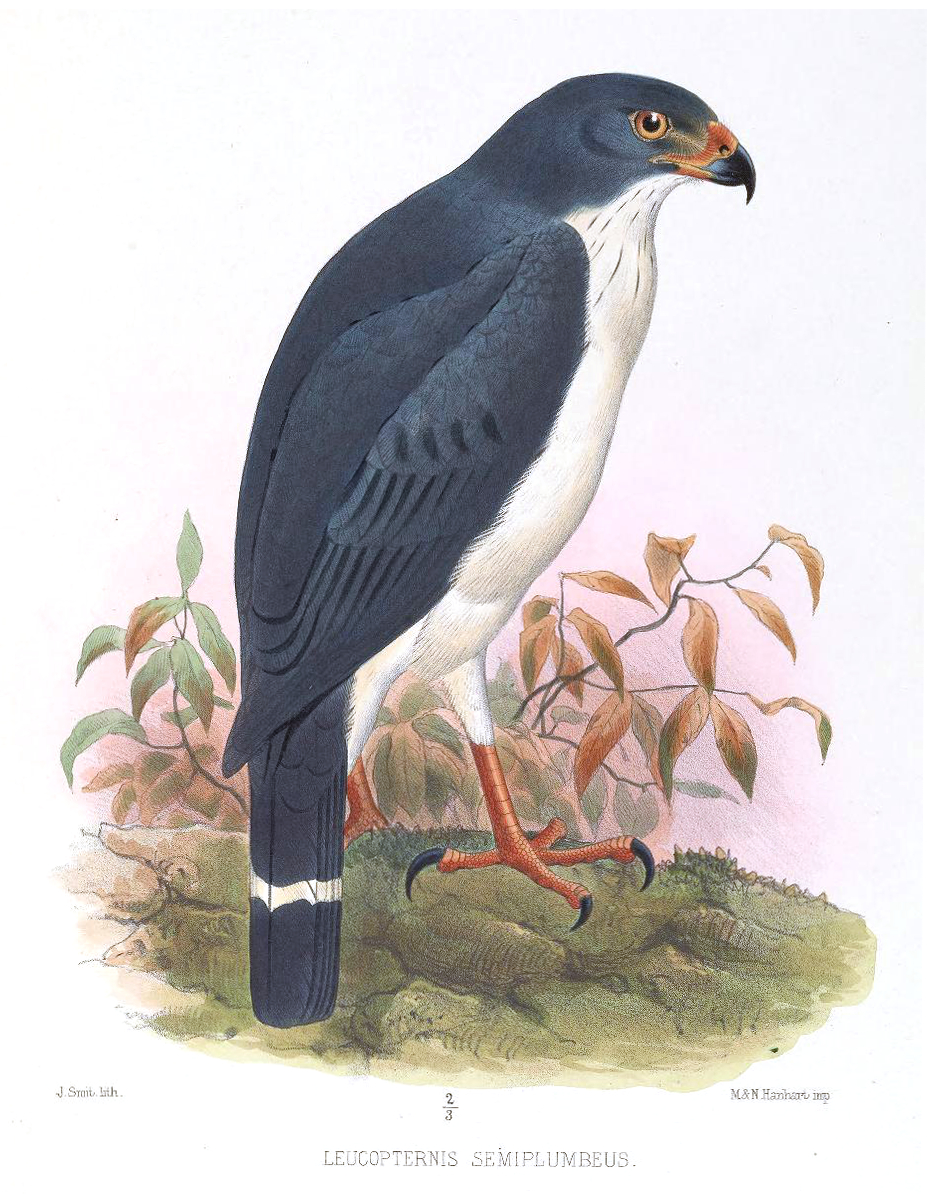

El busardo semiplomizo es un ave de tamaño pequeño, con un promedio de entre 12 y 13 pulgadas de longitud. Rara vez es visto en vuelo, estas aves suelen posarse en silencio en una rama alta esperando a su presa. El busardo semiplomizo a menudo sigue a los enjambres de hormigas con el fin de capturar pájaros hormigueros, que junto con otros pequeños pájaros cantores constituyen una gran parte de su dieta. La población total de esta especie es pequeña, estimada de 1000 a 10 000 aves maduras y en declive. No tiene subespecies reconocidas.